# Bucculatrix nebulosa
Bucculatrix nebulosa är en fjärilsart som beskrevs av Edward Meyrick 1915. Bucculatrix nebulosa ingår i släktet Bucculatrix och familjen kronmalar. Inga underarter finns listade i Catalogue of Life.